# Anita Donk
Anita Donk (Sydney, Australië, 23 maart 1966) is een Nederlands actrice die onder andere heeft gespeeld in producties als de jongerensoap Onderweg naar Morgen (ONM), de soapserie Het Glazen Huis en de televisieserie Ernstige delicten.
Na het behalen van haar vwo-diploma heeft ze de toneelschool in Maastricht gevolgd, later gevolgd door de studie Theaterwetenschappen. Donk heeft haar studie afgemaakt met een acteursopleiding in Arnhem.
De eerste jaren na haar studie werkte ze voornamelijk bij het Maastrichtse toneelgezelschap 'Het Vervolg' maar ook bij andere gezelschappen. In 1996, het derde seizoen van ONM, speelde ze de rol van crimineel die paarden gebruikte om diamanten te smokkelen. Later, eind april t/m begin september 2006 speelde ze de rol van prostituee Leni. In Het Glazen Huis speelde Donk de rol van Nora Westhof en in Ernstige Delicten de rol van Christiane van Elst.
In 2006 speelde ze in theaterstuk Huis Clos in het Arnhemse Theater het Hof. Sinds 2008 speelde ze de rol van psycholoog Irene Huygens in de soapserie Goede tijden, slechte tijden. Op 18 maart 2010 werd bekendgemaakt dat Donk samen met haar soapgezin uit 'Goede tijden, slechte tijden' wordt geschreven.

## Televisie
- Onderweg naar Morgen - Alexandra di Maxis (1996)
- Rozengeur & Wodka Lime - Daphne (2002)
- Ernstige Delicten - Christiane van Elst (2002, 2004)
- Het Glazen Huis - Nora Westhof (2004-2005)
- Onderweg naar Morgen - Leni (2006)
- Voetbalvrouwen - Rechercheur (2008)
- Goede tijden, slechte tijden - Castingdirecteur (2002)[2], Irene Huygens (2008-2010)
- Elixer - Annelies Schaapman (2025)